# Caio Collet

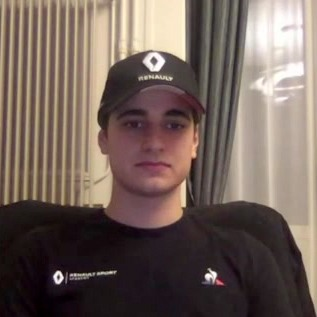
Caio Collet in 2020.

Caio Jotta Collet (São Paulo, 3 april 2002) is een Braziliaans autocoureur. In 2018 werd hij kampioen in het Franse Formule 4-kampioenschap. Tussen 2019 en 2022 was hij onderdeel van de Alpine Academy, het opleidingsprogramma van het Formule 1-team van Alpine.

## Autosportcarrière
Collet begon zijn autosportcarrière in het karting op zevenjarige leeftijd. Hij won een aantal kampioenschappen in zijn thuisland Brazilië, voordat hij in 2016 overstapte naar Europa. Aan het begin van 2018 maakte hij zijn debuut in het formuleracing tijdens twee raceweekenden van het Verenigde Arabische Emiraten Formule 4-kampioenschap bij het team Silberpfeil Energy Dubai. In zeven races behaalde hij zes podiumplaatsen, inclusief een overwinning op het Yas Marina Circuit. Met 124 punten werd hij zesde in de eindstand, ondanks dat hij vier raceweekenden miste.
In 2018 kwam Collet uit in het Franse Formule 4-kampioenschap. Hij won zeven races: op het Circuit de Pau-Ville, het Circuit Magny-Cours en het Circuito Permanente de Jerez won hij allemaal twee races, terwijl hij op Dijon-Prenois een enkele overwinning boekte. Daarnaast stond hij in zes andere races op het podium. Met 303,5 punten werd hij overtuigend kampioen in de klasse. Aan het eind van het jaar debuteerde hij in het ADAC Formule 4-kampioenschap in de seizoensfinale op de Hockenheimring bij het team Prema Theodore Racing. In de eerste race werd hij veertiende, terwijl hij in de tweede en derde race tot scoren kwam met een vijfde en een zesde plaats. Met 18 punten werd hij zestiende in de eindstand.
In 2019 maakte Collet de overstap naar de Eurocup Formule Renault 2.0, waarin hij uitkwam voor R-ace GP. Tevens werd hij opgenomen in de Renault Sport Academy, in 2021 omgedoopt tot de Alpine Academy. Hij won geen races, maar stond wel zes keer op het podium en werd met 207 punten vijfde in het kampioenschap als beste rookie.
In 2020 begon Collet het seizoen in de Toyota Racing Series bij het team Mtec Motorsport. Hij won een race op het Teretonga Park, maar stond in de rest van het seizoen niet op het podium en hij werd met 219 punten zevende in het klassement. Vervolgens keerde hij terug naar de Eurocup Formule Renault, waarin hij voor R-ace GP bleef rijden. Hij won vijf races op het Autodromo Nazionale Monza, het Circuit Magny-Cours, het Circuit Zandvoort, het Autodromo Enzo e Dino Ferrari en de Hockenheimring en stond in zeven andere races op het podium. Met 304 punten werd hij achter Victor Martins tweede in het eindklassement.
In 2021 maakte Collet zijn debuut in het FIA Formule 3-kampioenschap, waarin hij uitkwam voor het team MP Motorsport. Aan het begin van het seizoen behaalde hij twee podiumplaatsen op het Circuit de Barcelona-Catalunya en het Circuit Paul Ricard, en hij sloot het seizoen af met een reeks vierde en vijfde plaatsen. Met 93 punten werd hij negende in de eindstand.
In 2022 bleef Collet actief in de FIA Formule 3 bij MP. Hij won twee races op de Hungaroring en het Circuit Zandvoort en stond hiernaast nog driemaal op het podium. Met 88 punten werd hij achtste in het kampioenschap.
In 2023 stapte Collet binnen de FIA Formule 3 over naar Van Amersfoort Racing. Tevens verliet hij de Alpine Academy. Hij won een race op het Circuit de Spa-Francorchamps en stond daarnaast drie keer op het podium: twee keer op de Red Bull Ring en eenmaal in de seizoensopener op het Bahrain International Circuit. Met 73 punten werd hij negende in de eindstand.
In 2024 maakt Collet de overstap naar de Indy NXT, waarin hij uitkomt voor het team HMD Motorsports. Tevens werd hij dat jaar aangesteld als reservecoureur van het Formule E-team van Nissan. In de ePrix van Portland maakte hij hier zijn racedebuut als vervanger van de zieke Oliver Rowland.